# Eurytetranychus acaciae
Eurytetranychus acaciae är en spindeldjursart som beskrevs av Meyer 1987. Eurytetranychus acaciae ingår i släktet Eurytetranychus och familjen Tetranychidae. Inga underarter finns listade i Catalogue of Life.